# Cisterna de Can Barnils
La Cisterna de Can Barnils és una obra de Sant Quirze Safaja (Moianès) inclosa a l'Inventari del Patrimoni Arquitectònic de Catalunya.

## Descripció
Es tracta d'un element arquitectònic semisoterrat, rectangular i situat a la falda del turó. Al seu davant hi ha dos abeuradors de pedra i una llinda abandonada, també de pedra.
Té volta de canó, que posteriorment ha estat reforçada amb ciment i ha quedat una mica apuntada. El fons està ple d'aigua, la qual es filtra cap a les instal·lacions del mas.
A dalt hi ha una peça de pedra rectangular, en forma d'embut, segurament per recollir l'aigua de la pluja.
A la façana hi ha la porta, quadrada, amb llinda i una inscripció, de la qual amb prou feines es llegeix: MARIA GRACIA BARNILS.